# Ascidia saccula
Ascidia saccula är en sjöpungsart som beskrevs av Kott 2006. Ascidia saccula ingår i släktet Ascidia och familjen Ascidiidae. Inga underarter finns listade i Catalogue of Life.